# جاي تيمو
جاي تيمو (بالإنجليزية: Jay Timo)‏ (16 أكتوبر 1982 بتوفالو - ) هو لاعب كرة طائرة ولاعب كرة قدم توفالي في مركز حراسة المرمى. شارك مع منتخب توفالو لكرة القدم. أما مع النوادي، فقد لعب مع Nauti F.C. ‏.

## وصلات خارجية
- جاي تيمو على موقع الاتحاد الدولي (مؤرشف)  (الإنجليزية)
- جاي تيمو على موقع ناشيونال فوتبول تيمز (الإنجليزية)